# Aeroporto Internacional Pearson de Toronto
O Aeroporto Internacional Toronto Pearson, ou Aeroporto Internacional Lester B. Pearson)  é um aeroporto internacional em Mississauga, em Ontário, e que serve principalmente à cidade de Toronto. Está localizada a aproximadamente 32 km do centro de Toronto. É o aeroporto mais movimentado do Canadá e o 29° mais movimentado do mundo, quanto ao número de passageiros movimentados anualmente, tendo movimentado cerca de 28,6 milhões de passageiros em 2004.

Diagrama aeroportuário do Aeroporto Internacional Toronto Pearson.

 Fora inaugurado em 1939 como Malton Airport (na cidade de Malton, atualmente, parte da cidade de Mississauga), tendo sido renomeado duas vezes, a última, em 1984, homenageando um primeiro-ministro canadense, Lester Bowles Pearson, que nasceu em Malton.
O aeroporto possui três terminais de passageiros e cinco pistas, sendo atualmente capaz de movimentar cerca de 35 milhões de passageiros o ano. Atualmente, o aeroporto está passando por um processo de expansão, que irá aumentar a capacidade anual do aeroporto para cerca de 50 milhões em 2015. A principal linha aérea do aeroporto é a Air Canada.
A banda canadense de Rock Progressivo Rush lançou uma música intitulada "YYZ", no álbum Moving Pictures, uma homenagem ao Aeroporto Internacional de Toronto. O início da música transmite as letras Y, Y e Z em Código Morse (-.-- -.-- --..).

## Ligações Aéreas

### Nacionais
| Companhias Aéreas | Destinos |
| ----------------- | --- |
| Air Canada (HUB)  | Calgary - Charlottetown - Deer Lake - Edmonton - Fort McMurray - Fredericton - Halifax - Kingston - London - Moncton - Montreal - North Bay - Ottawa - Quebec - Regina - Saint John - Sarnia - Saskatoon - Sault Ste. Marie - Sydney - St. John's - Sudbury - Thunder Bay - Timmins - Vancouver - Victoria - Windsor - Winnipeg |
| Air Transat       | Montreal |
| WestJet           | Calgary - Charlottetown - Edmonton - Fredericton - Kelowna - London - Montreal - Ottawa - Quebec - Regina - Thunder Bay - Vancouver - Winnipeg |
| WestJet Encore    | Montreal |

### Internacionais
| Companhias Aéreas     | Destinos |
| --------------------- | --- |
| Aer Lingus            | Dublin |
| Aeroméxico            | Mexico City |
| Air Canada (HUB)      | Amsterdã - Antigua - Atlanta - Baltimore - Bermuda - Bogotá - Boston - Buenos Aires - Cidade do México - Charlotte - Chicago - Cincinnati - Cleveland - Columbus - Copenhague - Dallas - Denver - Detroit - Dubai - Dublin - Fort Lauderdale - Frankfurt - Fort Myers - Harrisburg - Havana - Hong Kong - Houston - Indianapolis - Kansas City - Las Vegas - Lima - Londres - Los Angeles - Miami - Milwaukee - Minneapolis - Munique - Nashville - Nova Iorque - Nova Orleans - Oranjestad - Orlando - Paris - Pequim - Philadelphia - Phoenix - Pittsburgh - Providenciales - Raleigh-Durham - Rochester - Roma - Samana - San Diego - Santiago do Chile (encerra em 02/05/18) - Sarasota - São Francisco - São Paulo - Seattle - St. Louis - Syracuse - Tampa - Tel Aviv - Tóquio - Washington - West Palm Beach - Windsor Locks - Xangai- Zurique |
| Air France            | Paris |
| Air Transat           | Fort Lauderdale - Glasgow - Holguin - Montego Bay - Santa Clara - Varadero |
| Alitalia              | Roma |
| American Airlines     | Charlotte - Chicago - Dallas - Los Angeles - Miami - Nova Iorque - Philadelphia - Washington |
| Austrian Airlines     | Viena |
| Avianca               | San Salvador |
| Azores Airlines       | Ponta Delgada |
| British Airways       | Londres/Gatwick (Inicia em 01/05/18) - Londres/Heathrow |
| Brussels Airlines     | Bruxelas |
| Caribbean Airlines    | Port of Spain |
| Cathay Pacific        | Hong Kong |
| China Eastern         | Xangai |
| Copa Airlines         | Cidade do Panamá |
| Cubana de Aviación    | Cayo Largo del Sur - Holguin |
| Delta Air Lines       | Atlanta - Cincinnati - Detroit - Minneapolis - Nova Iorque |
| El Al                 | Tel Aviv |
| EVA Air               | Taipé |
| Hainan Airlines       | Pequim |
| Icelandair            | Reykjavík |
| Jet Airways           | Amsterdã |
| KLM                   | Amsterdã |
| Korean Air            | Anchorage - Seul |
| LOT Polish Airlines   | Warsaw |
| Lufthansa             | Frankfurt - Houston - Munique |
| Sky Regional Airlines | Boston - Chicago |
| Sunwing Airlines      | Cancun - Manzanillo - Montego Bay - Orlando - Santa Clara - Sint Maarten - Varadero |
| TAP Portugal          | Lisboa |
| United Airlines       | Chicago - Denver - Houston - Nova Iorque - Washington |
| WestJet               | Boston - Cancun - Cayo Coco - Cozumel - Fort Lauderdale - Fort Myers - Las Vegas - Miami - Montego Bay - Nova Iorque - Orlando - Palm Springs - Phoenix - Providenciales - Puerto Vallarta - Punta Cana - Sarasota - Tampa - West Palm Beach |